# Davy Crockett
David (Davy) Crockett, född 17 augusti 1786 i Greene County i Tennessee, död 6 mars 1836 vid slaget vid Alamo i San Antonio i Texas, var en amerikansk militär och politiker (whig). Han representerade Tennessee i USA:s representanthus 1827–1831 och 1833–1835. Han var en uttalad motståndare till president Andrew Jackson och dennes politik. Som politiker var han mycket folklig.
Crockett engagerade sig i Texas frigörelsekamp mot Mexiko efter valförlusten 1835, och avled i slaget vid Alamo 1836. Han kom senare att bli legend och folkhjälte, där hans liv har förevigats i såväl romaner som filmer.

## Bildgalleri

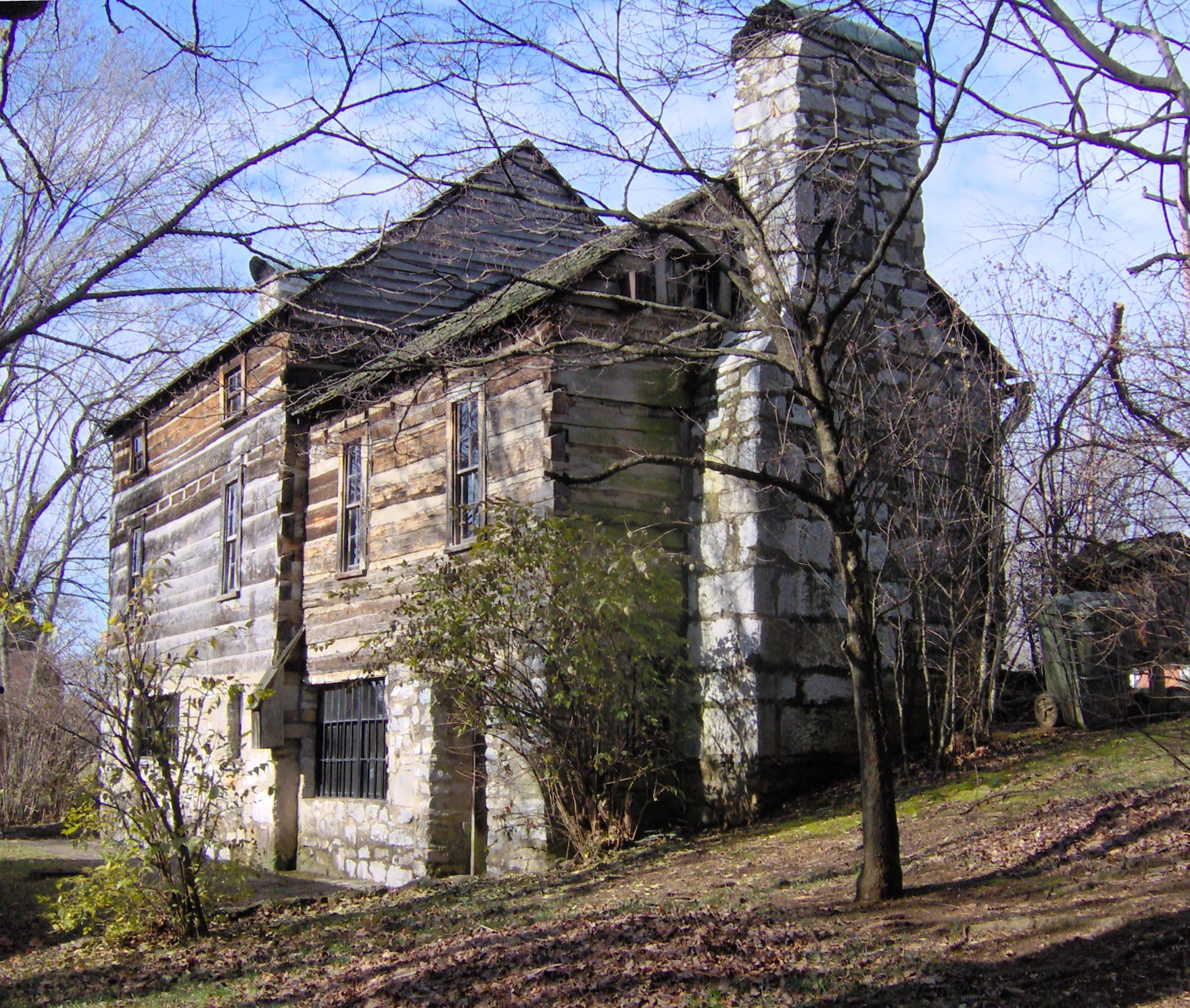
Rekonstruktion av det värdshus i Tennessee som hans far ägde och där Crockett själv växte upp.
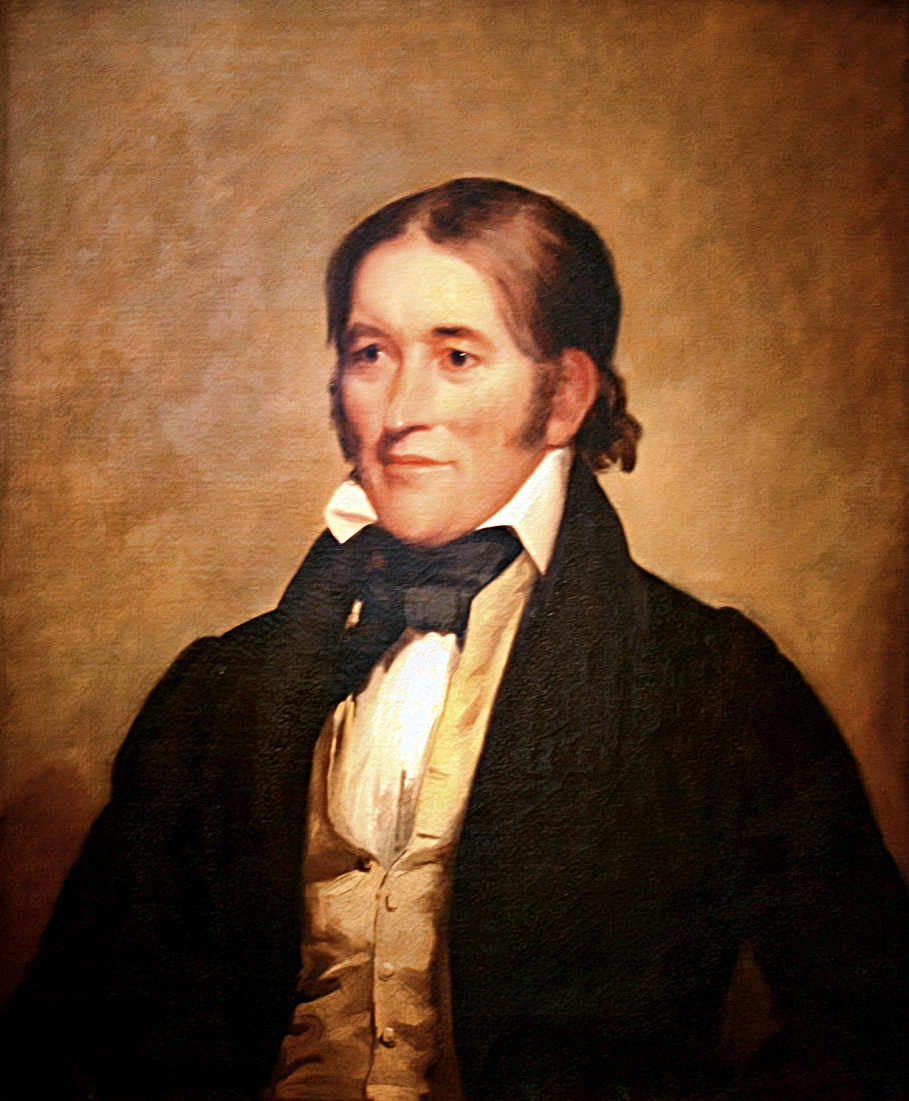
Davy Crockett 1834.
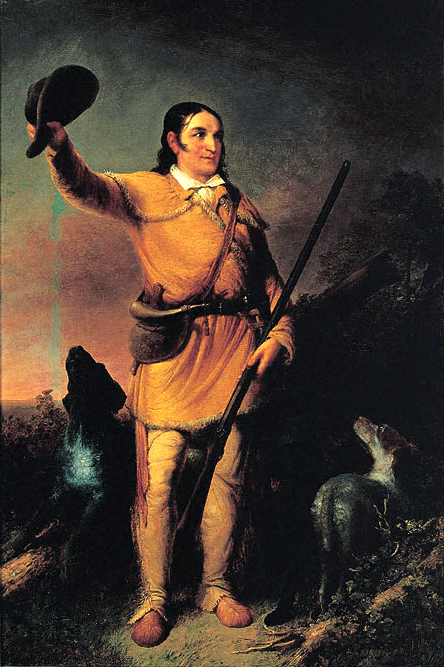
Davy Crockett i vildmarksdräkt.
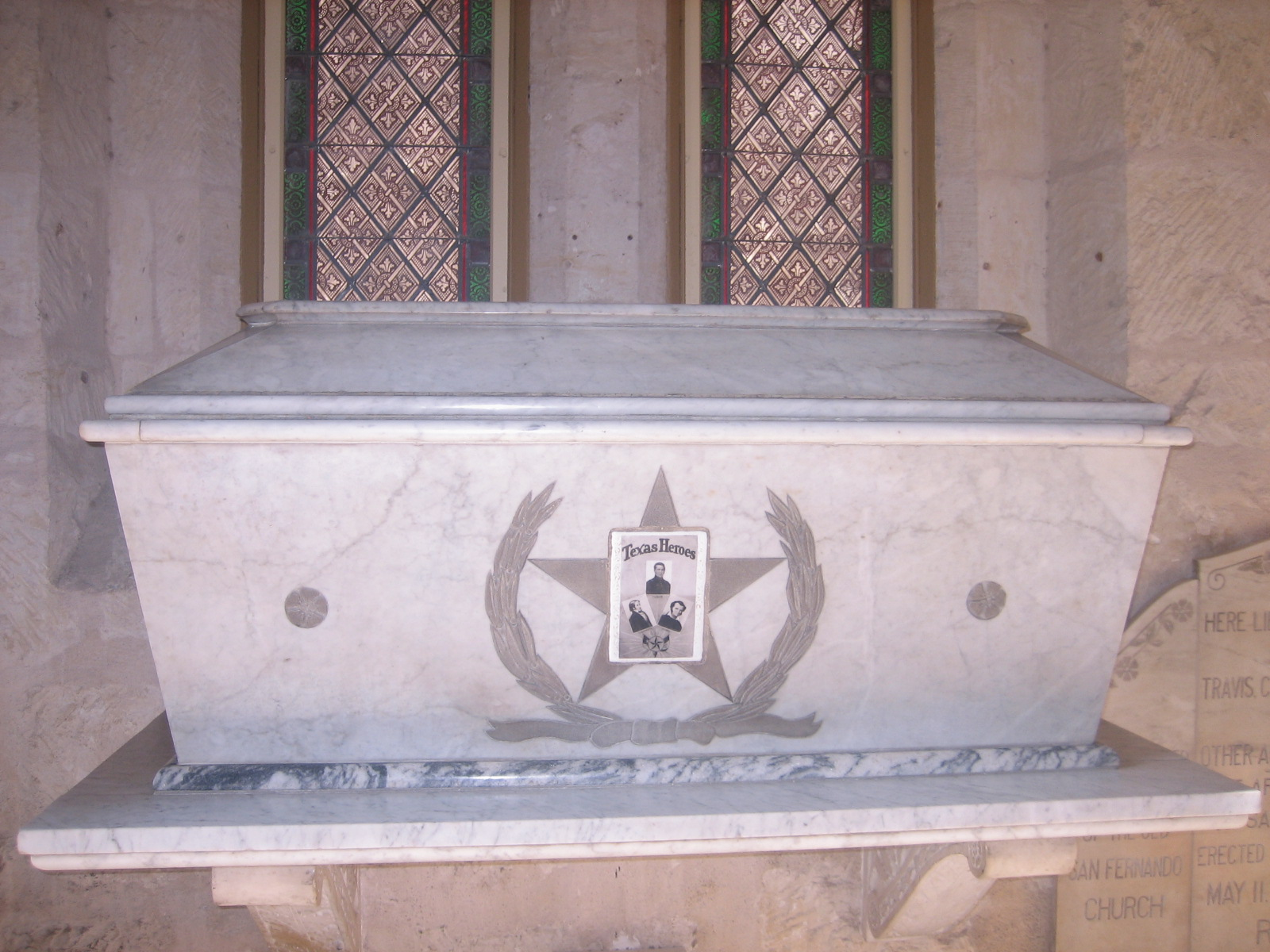
Davy Crocketts, William Travis och Jim Bowies förmenta grav i San Antonio.